# Esmeralda (film fra 1905)
|  | For andre betydninger, se Esmeralda |
Esmeralda er en fransk stumfilm fra 1905 instrueret af Alice Guy-Blaché.
Filmen er baseret på Victor Hugos roman fra 1831, Klokkeren fra Notre Dame, hvori karakteren Esmeralda optræder.